# Město kamenného srdce
Město kamenného srdce je historický román ze starověkého Říma českého spisovatele Václava Kůrky vydaný roku 1940.
Autor se vydal až do antiky obsáhlým románem starořímského proletariátu Město kamenného srdce. Vydavatel B. Kaluža, Vizovice roku 1940. Řím a jeho památky dokonce Václav Kůrka navštívil už za dob svých vysokoškolských studií se spolužákem na motorce.

## Popis
Román ze starých římských dob.
Kůrka opustil starou cestu vodit čtenáře palácemi římských imperátorů, ale vedl ho římskými ulicemi, římskými krčmami, nezapomněl ani na místa bídy, jako byly lupanáry, místa bídy, zla a neřesti. Ukázal nové světlo rozsvícené nad těmito místy zoufalství a bídy. Ukázal starý svět a chtěl, aby se na něj čtenář díval novýma očima. V knize se vypráví o osudu římských otroků, nejen městských v Subuře, ale i venkovských, žijících na latifundiích. Ze středu jejich pak vyrůstá  silná postava Marcipora. Osoba tribuna Sagitty je skutečně historická. A jsou tu také historické rebelie, o kterých vykládá. A jsou  pravdivé. Co vlastně drželo celý antický svět násilí, otroctví a zločinů tak pevně, že se zdál být nezničitelný? Až při četbě Tacita, XIV. knihy jeho Annálů, na dvou větách Tacitových spočívala celá budova otroctví. Spočívala pevně a byla neotřesitelnou. Dle starobylého zvyku, když jeden otrok zavraždil svého pána, museli všichni ostatní otroci býti popraveni. To byla síla, která dovedla udržet pohromadě římské násilí. Autor poukázal na tento zákon vytesaný v kameni, na kterém byl však nános písku a kamení a odhrabával kamínek po kamínku, aby se dopátral pravého smyslu.
Informace o vydání knihy: 
- Přehled knižních novinek
- časopis Naše kniha (List knižní a bibliografické informace, ročník XXI, číslo 10, listopad 1940, str. 146).